# Едоло
Ѐдоло (на италиански: Edolo, на местния диалект Ѐдол) е град и община в Северна Италия.

## География
Градът се намира в област (регион) Ломбардия на провинция Бреша. Той е алпийски планински курорт. Разположен е в живописна долина на река Ольо. Градът е крайна жп гара на линията Бреша-Едоло. Население 4463 жители от преброяването през 2007 г.

## Спорт
На 7 юни 1997 г. в Едоло финишира 21-вия етап на колоездачната обиколка на Италия. Победител е руснака Павел Тонков.

## Личности
Починали
- Дзефирино Балардини (1922-1944), антифашист